# Yukjin
Le yukjin (aussi transcrit yukchin, ryukjin, ryukchin, en coréen : 육진방언, 륙진방 ou 여섯고을사투리) est un dialecte coréen (ou, selon certains, une langue coréanique) parlée dans l'extrême Nord-Est de la Corée, dans la préfecture de Yanbian (Chine) et anciennement dans le Sud du Primorié (Russie). Il est plus conservateur que les autres variétés coréennes du fait de son isolement. Le linguiste Alexander Vovin affirme donc qu'il doit être considéré comme une langue distincte. Cet idiome est désormais en danger et recule face au coréen standard de Séoul.

## Histoire
Le terme sino-coréen RR : ryukchin, qui signifie « six garnisons » désigne les villes de Hoeryŏng, Chongsŏng, Onsŏng, Kyŏngwŏn, Kyŏnghŭng, et Puryŏng, situées au Sud de la Tumen. La région appartenait aux Jurchens jusqu'au XVe siècle, quand le roi Sejong le Grand la conquit et la peupla de Coréens venus du Sud-Est de la péninsule,. En 1860, de mauvaises récoltes poussèrent des Yukjins à émigrer vers Vladivostok (Russie) et ses alentours et la Mandchourie. À la suite de l'annexion de la Corée par le Japon, des vagues de migrations plus importantes eurent lieu dans les années 1910 à 1920. Par la suite, vers 1930, l'URSS déporta les quelque 250 000 Coréens de l'Extrême-Orient russe vers les républiques soviétiques d'République socialiste soviétique d'Ouzbékistan et du Kazakhstan. Cette déportation donna naissance au parler koryŏ-mar. Environ 10 % des Coréens d'Asie centrale utilisent le yukjin. Les Jaegaseung, descendants des Jurchens, parlaient un dialecte yukjin jusque dans les années 1960, lorsque Kim Il-Sung décida leur assimilation de force.

## Classification
Le yukjin est une langue coréanique (de la même famille de langues que le coréen ou le jeju). Il descend du moyen coréen, duquel il gardera certaines caractéristiques dues à son isolement. Il fait partie des dialectes coréens septentrionaux, avec le pyŏngan, le hamgyŏng, et le koryŏ-mar.